# Дмитренки (Киевская область)
Дмитре́нки (укр. Дмитренки) — село в Медвинской сельской общине Белоцерковского района Киевской области Украины.
Население по переписи 2001 года составляло 447 человек. Почтовый индекс — 09750. Телефонный код — 4561. Занимает площадь 1,8 км². Код КОАТУУ — 3220681101.

## История
В XIX веке село Дмитренки было в составе Медвинской волости Каневского уезда Киевской губернии. В селе была Покровская церковь.